# Striža
Striža (en serbe cyrillique : Стрижа) est une localité de Serbie située dans la municipalité de Paraćin, district de Pomoravlje. Au recensement de 2011, elle comptait 1 816 habitants.
Striža est officiellement classée parmi les villages de Serbie.

## Démographie

### Évolution historique de la population
| 1948  | 1953  | 1961  | 1971  | 1981  | 1991  | 2002  | 2011  |
| ----- | ----- | ----- | ----- | ----- | ----- | ----- | ----- |
| 1 068 | 1 184 | 1 342 | 1 433 | 1 751 | 1 979 | 1 937 | 1 816 |

|  |